# Os Irmãos Karamazov

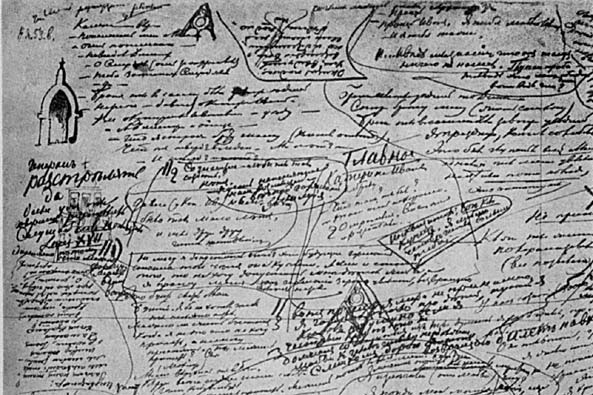
Notas de Dostoiévski para o capítulo 5 da obra.

Os Irmãos Karamazov (em russo Братья Карамазовы, Brat'ya Karamazovy, AFI ['bratʲjə karə'mazəvɨ]) é um romance de Fiódor Dostoiévski, escrito em 1879, uma das mais importantes obras das literaturas russa e mundial, ou, conforme afirmou Freud: "a maior obra da história". Freud considera esse romance, juntamente com Édipo Rei e Hamlet, três importantes livros a respeito do embate pai e filho, e retratam o complexo de Édipo.
Obra aclamada pela crítica, trata-se de uma narração muito pormenorizada como que de uma testemunha dos aludidos factos numa cidade afastada russa. O narrador pede constantes desculpas ao leitor por não saber alguns factos, por considerar a própria narrativa longa (mesmo nos formatos grandes o livro passa de 700 páginas) e por considerar seu herói alguém pouco conhecido ou, até mesmo, insignificante. A narrativa não só conversa com o leitor, mas é omnipresente e também indica ou infere os pensamentos dos incontáveis personagens.
Provavelmente o nome Karamázov foi forjado a partir de "kara", "castigo" ou "punição", e do verbo "mázat", "sujar", "pintar", "não acertar". Significaria, então, aquele que com seu comportamento errante vai tecendo a sua própria desgraça, segundo nota dos tradutores da obra.

## Sinopse
A narrativa trata da história de uma conturbada família em uma cidade na Rússia. O patriarca da família é Fiódor Pavlovitch
Karamázov, um palhaço devasso que subiu na vida principalmente devido aos dotes de suas duas mulheres, ambas mortas de forma precoce, e à sua mesquinharia. Com a primeira mulher tem um filho, Dmitri Fiodorovitch Karamázov, que é criado primeiramente pelo criado que mora na isbá ao lado de sua casa e depois por Miússov, parente de sua falecida mãe. Com a segunda mulher tem mais 2 filhos: Ivan e Aliêksei Fiodorovitch Karamázov, que são criados também por um parente da segunda mulher do pai de ambos. Ao passo que Ivan se torna um intelectual, atormentado justamente por sua inteligência, Aliêksei se torna uma pessoa mística e pura, entrando para um mosteiro na cidade.
De uma querela financeira entre o pai e seu primogênito, também devasso porém honrado, nasce também a disputa por uma mulher, Gruchénka, que levará ambos a descomedidos atos que resultarão na morte de Fiódor Pavlovitch Karamázov.
Os irmãos Karamázov deveria ter uma continuação, onde o narrador exporia de melhor forma o caráter de seu herói, o filho mais novo Aliêksei Fiodorovitch Karamázov, para o qual esta narrativa seria a primeira parte de sua biografia, porém Dostoiévski morreu antes de finalizar a segunda parte de sua obra. Dostoiévski declara no início do prólogo que a obra é, de fato, sobre Alieksiéi:
Ao começar a biografia de meu herói, Alieksiéi Fiódorovitch, sinto-me um tanto perplexo. Com efeito, se bem que o chame meu herói, sei que ele não é um grande homem; prevejo também perguntas deste gênero: "Em que é notável Alieksiéi Fiódorovitch, para que tenha sido escolhido como seu herói? Que fez ele? Quem o conhece e por quê? Tenho eu, leitor, alguma razão para consagrar meu tempo a estudar-lhe a vida?".
Primeira parte
Livro I: História de uma família O início do romance apresenta a família Karamázov e relata a história de seu passado distante e recente. Os detalhes dos dois casamentos de Fiódor, bem como sua indiferença quanto à criação de seus filhos, são relatados. O narrador também descreve as personalidades bem diversas dos três irmãos e as circunstâncias que levaram ao seu retorno à cidade de Fiódor. O primeiro livro termina descrevendo a misteriosa ordem religiosa dos startzí a que Aliócha se afeiçoou.
Livro II: Uma reunião inoportuna O livro dois começa quando a família Karamázov chega no mosteiro local para que o stárietz Zossima possa agir como mediador entre Dmitri e seu pai Fiódor em seu conflito em torno da herança de Dmitri. Aparentemente foi ideia do pai, como um gracejo, fazer a reunião num local tão sagrado na presença do stárietz. Dmitri chega atrasado, e a reunião logo degenera e apenas exacerba a briga entre Dmitri e Fiódor. Este livro também contém uma cena onde o stárietz Zossima consola uma mulher que chora a morte de seu filho de três anos. A dor da pobre mulher compara-se à própria tragédia de Dostoiévski com a perda de seu filho jovem Aliócha.
Livro III: Os lascivos
O terceiro livro fornece mais detalhes do triângulo amoroso que irrompeu entre Fiódor, seu filho Dmitri e Grúchenka. A personalidade de Dmitri é explorada na conversa entre este e Aliócha, quando Dmitri se esconde perto da casa do pai para ver se Grúchenka chegará. Nessa mesma noite, Dmitri irrompe na casa do pai e o ataca, enquanto ameaça voltar e matá-lo no futuro. Este livro também apresenta Smierdiakóv e suas origens, bem como a história de sua mãe, Lizavieta Smierdiáschaia. Na conclusão do livro, Aliócha é testemunha da humilhação de Catierina, noiva de Dmitri, por Grúchenka, resultando num terrível constrangimento e escândalo para essa mulher orgulhosa.
Segunda parte
Livro IV: Mortificações Esta secção apresenta uma história secundária que ressurgirá em mais detalhes adiante no romance. Começa com Aliócha observando um grupo de meninos atirando pedras em um de seus colegas, o doentio Iliúcha. Quando Aliócha chama a atenção dos meninos e tenta ajudar, Iliúcha morde o dedo de Aliócha. Mais tarde fica-se sabendo que o pai de Iliúcha, um capitão reformado chamado Snieguirióv, foi atacado por Dmitri, que o arrastou pela barba para fora de um bar. Aliócha logo toma conhecimento dos infortúnios presentes no lar de Snieguirióv e oferece ao capitão reformado dinheiro como desculpas pelo seu irmão e para ajudar a esposa doente e filhos de Snieguirióv. Após inicialmente aceitar o dinheiro com alegria, Snieguirióv atira-o de volta para Aliócha por orgulho e corre para sua casa.
Livro V: Pró e contra Aqui a ideologia racionalista e niilista que permeava a Rússia naquela época é defendida e adoptada entusiasticamente por Ivan Karamázov ao se encontrar com o irmão Aliócha em um restaurante. No capítulo intitulado "Rebelião", Ivan proclama que rejeita o mundo que Deus criou porque foi erguido sobre uma base de sofrimento. Em talvez o capítulo mais famoso do romance, "O Grande Inquisidor", Ivan narra para Aliócha seu poema imaginado que descreve um líder da Inquisição Espanhola e seu encontro com Jesus, que retornou à Terra. Aqui, Jesus é rejeitado pelo Inquisidor que o lança na prisão e depois diz:
Por que achaste de aparecer agora para nos atrapalhar? Pois vieste nos atrapalhar e tu mesmo o sabes. [...] Faz muito tempo que já não estamos contigo, mas com ele [Satã] [...] Recebemos dele aquilo que rejeitaste com indignação, aquele último dom que ele te ofereceu ao te mostrar todos os reinos da Terra: recebemos dele Roma e a espada de César, e proclamamos apenas a nós mesmos como os reis da Terra, os únicos reis [...] mas nós o conseguiremos e seremos os Césares, e então pensaremos na felicidade universal dos homens.
O Grande Inquisidor diz que Jesus não deveria ter dado aos humanos a "carga" do livre arbítrio. Ao final dessas discussões, Jesus silenciosamente dá um passo à frente e beija o velho homem nos lábios. O Grande Inquisidor, atônito e comovido, ordena que Ele nunca mais volte ali, e o solta. Aliócha, após ouvir a história, vai até Ivan e o beija suavemente, com uma emoção inexplicável, nos lábios. Ivan grita de alegria, porque o gesto de Aliócha foi tirado diretamente de seu poema. Os irmãos então se despedem.
Livro VI: Um monge russo O sexto livro relata a vida e história do stárietz Zossima no leito de morte em sua cela. Zossima explica que encontrou sua fé em sua juventude rebelde, em meio a um duelo, consequentemente decidindo tornar-se monge. Zossima prega que as pessoas devem perdoar as outras reconhecendo seus próprios pecados e culpa perante os outros. Explica que nenhum pecado é isolado, tornando todos responsáveis pelos pecados de seus vizinhos. "Tudo é como o oceano, tudo corre e se toca, tu tocas em um ponto e teu toque repercute no outro extremo do mundo". Zossima representa uma filosofia que responde à de Ivan, que desafiara a criação de Deus no livro anterior.
Terceira parte
Livro VII: Aliócha O livro começa imediatamente após a morte de Zossima. Acredita-se na cidade, e no mosteiro também, que os corpos de homens realmente santos são incorruptos, ou seja, não sucumbem à putrefação. Assim a expectativa em torno do stárietz Zossima é que seu falecido corpo não se decomponha. A cidade inteira fica chocada quando o corpo de Zossima não só se decompõe, mas começa o processo quase imediatamente após sua morte. No primeiro dia, o cheiro do corpo de Zossima já é insuportável. Para muitos isso põe em dúvida seu respeito e admiração anteriores por Zossima. Aliócha fica particularmente devastado pela mancha na imagem de Zossima devido a nada mais que a corrupção de seu corpo morto. Um dos colegas de Aliócha no mosteiro chamado Rakítin usa a vulnerabilidade de Aliócha para marcar um encontro entre este e Grúchenka. Contudo, em vez de Aliócha se corromper, consegue renovar sua fé e esperança com Grúchenka, enquanto a mente atribulada de Grúchenka começa a trilha da redenção espiritual por sua influência: eles se tornam amigos próximos. O livro termina com a regeneração espiritual de Aliócha ao abraçar e beijar a terra fora do mosteiro e chora convulsivamente até finalmente voltar ao mundo, como instruído por Zossima, renovado.
Livro VIII: Mítia Esta seção trata basicamente da busca desenfreada e confusa de dinheiro por Dmitri para que possa fugir com Grúchenka. Dmitri deve dinheiro à sua noiva Catierina e se considerará um ladrão se não devolvê-lo antes de embarcar em sua busca por Grúchenka. Essa procura louca de dinheiro leva Dmitri do benfeitor de Grúchenka para uma cidade vizinha atrás de uma falsa promessa de negócio. Enquanto isso Dmitri morre de medo de que Grúchenka possa ir até seu pai Fiódor e desposá-lo, porque este já dispõe dos meios financeiros para satisfazê-la. Quando Dmitri retorna de seu negócio fracassado na cidade vizinha, acompanha Grúchenka até a casa de seu benfeitor, mas logo descobre que esta o enganou e saiu de lá cedo. Furioso corre até a casa do pai com um pilão de cobre na mão, e o espia pela janela. “Odeio a papada dele, o nariz dele, os olhos dele, sua zombaria desavergonhada. Sinto um asco pessoal.” Ele arranca o pilão do bolso. Depois ocorre uma descontinuidade na ação, e Dmitri está subitamente fugindo da propriedade do pai, atingindo o criado Grigori na cabeça com o pilão com resultados aparentemente fatais. Dmitri é depois visto atordoado na rua, coberto de sangue, com uma pilha de dinheiro na mão. Logo fica sabendo que o primeiro amante de Grúchenka retornou e a levou a uma estalagem em Mókroie, uma aldeia próxima. Ao saber disso, Dmitri enche uma carroça de comida e bebida e paga por um enorme festim para enfim confrontar Grúchenka na presença de sua velha paixão, com a intenção de se matar depois ao alvorecer. O "primeiro e legítimo amor", porém, é um polonês rude que trapaceia num jogo de cartas. Quando essa fraude é revelada, ele foge, e Grúchenka logo revela a Dmitri que na verdade está apaixonada por ele. O festim prossegue, e justo quando Dmitri e Grúchenka estão planejando se casar, a polícia entra na estalagem e informa a Dmitri que ele está preso, acusado do assassinato de seu pai.
Livro IX: Investigação preliminar O Livro Nove apresenta os detalhes do assassinato de Fiódor e descreve o interrogatório de Dmitri ao ser interrogado pelo crime que sustenta que não cometeu. O suposto motivo do crime é roubo. Dmitri sabidamente estava sem dinheiro nenhum no início daquela noite, mas subitamente foi visto na rua com milhares de rublos logo após o assassinato do pai. Enquanto isso, os 3 mil rublos que Fiódor Karamázov havia reservado para Grúchenka despareceram. Dmitri explica que o dinheiro que gastou naquela noite veio dos 3 mil rublos que Catierina lhe entregara para que ele enviasse à irmã dela. Ele gastou metade em seu primeiro encontro com Grúchenka — outra bebedeira — e costurou a outra metade num saquinho, pretendendo devolvê-lo a Catierina em nome da honra, ao que diz. Os advogados não se convencem. Todos os indícios apontam contra Dmitri; a única outra pessoa na casa no momento do assassinato era Smierdiakóv, que estava incapacitado devido a um ataque epiléptico que aparentemente sofrera no dia anterior. Como resultado dos indícios esmagadores contra ele, Dmitri é formalmente acusado de parricídio e levado à prisão para aguardar o julgamento.
Quarta parte
Livro X: Os meninos
Este livro continua a história dos meninos e Iliúcha que havíamos visto no Livro Quatro. O livro começa pela apresentação do menino Kólia Krassótkin. Kólia é um menino brilhante que proclama seu ateísmo, socialismo e crença nas ideias da Europa. Parece destinado a seguir as pegadas espirituais de Ivan Karamázov. Kólia está entediado com a vida e constantemente assusta sua mãe ao se expor ao perigo. Como parte de uma brincadeira, Kólia deita-se entre os trilhos de uma ferrovia enquanto o trem passa por cima e torna-se uma espécie de lenda devido à façanha. Todos os outros meninos respeitam Kólia, especialmente Iliúcha. Após os eventos narrados no Livro Quatro, sua doença progressivamente se agravou, e seu médico afirma que ele não se recuperará. Kólia e Iliúcha tiveram uma desavença porque Iliúcha maltratou um cachorro, dando-lhe pão com um alfinete dentro por sugestão de Smierdiakóv. Mas graças à intervenção de Aliócha os outros meninos gradualmente se reconciliaram com Iliúcha, e Kólia logo se junta a eles na cabeceira do doente. É aqui que Kólia trava conhecimento com Aliócha e começa a reavaliar suas crenças niilistas.
Livro XI: O irmão Ivan Fiódorovich
O Livro Onze relata a influência destrutiva de Ivan Karamázov sobre aqueles à sua volta e sua queda na loucura. É neste livro que Ivan encontra-se três vezes com Smierdiakóv, o encontro final culminando com a confissão dramática de Smierdiakóv de que havia simulado seu ataque epiléptico, assassinado Fiódor Karamázov e roubado o dinheiro, que apresenta a Ivan. Smierdiakóv expressa descrença na pretensa ignorância e surpresa de Ivan. Smierdiakóv alega que Ivan foi cúmplice no assassinato ao informar Smierdiakóv de quando estaria partindo da casa de Fiódor, e principalmente ao inculcar em Smierdiakóv a crença de que em um mundo sem Deus “tudo é permitido”. O livro termina com Ivan tendo uma alucinação em que é visitado pelo diabo, que atormenta Ivan ao zombar de suas crenças. Aliócha encontra Ivan desvairado e informa-lhe que Smierdiakóv se matou logo após o encontro final deles.
Livro XII: Um erro judiciário
Este livro detalha o julgamento de Dmitri Karamázov pelo assassinato de seu pai Fiódor. O drama na sala do tribunal é fortemente satirizado por Dostoiévski. Os homens na multidão são apresentados como ressentidos e vingativos, e as mulheres sentem-se irracionalmente atraídas pelo romantismo do triângulo amoroso entre Dmitri, Catierina e Grúchenka. A loucura toma conta de Ivan e ele é carregado para fora da sala do tribunal após narrar seu encontro final com Smierdiakóv e a mencionada confissão. O ponto de virada no julgamento é o depoimento condenador de Catierina contra Dmitri. Enfurecida pela doença de Ivan que acredita resultar de seu suposto amor por Dmitri, ela apresenta uma carta escrita por Dmitri bêbado dizendo que mataria Fiódor. A seção se encerra com as observações finais eloquentes do promotor e da defesa, e o veredicto de que Dmitri é culpado.
Epílogo A seção final começa com a discussão de um plano desenvolvido para a fuga de Dmitri de sua sentença de vinte anos de trabalhos forçados na Sibéria. O plano não chega a ser plenamente descrito, mas parece envolver Ivan e Catierina subornando uns guardas. Aliócha aprova, primeiro porque Dmitri não está emocionalmente preparado para se submeter a uma sentença tão dura, segundo porque é inocente, e terceiro porque nenhum guarda ou funcionário seria prejudicado ao ajudar na fuga. Dmitri e Grúchenka planejam fugir para a América e trabalharem como agricultores ali por vários anos, e depois retornarem à Rússia sob nomes americanos falsos, porque ambos não conseguem conceber viverem fora da Rússia. Dmitri implora que Catierina o visite no hospital, onde está se recuperando de uma doença antes de ser enviado à Sibéria. Nessa visita, Dmitri pede desculpas por tê-la magoado; ela por sua vez pede desculpas por ter apresentado a carta acusadora durante o julgamento. O romance termina no funeral de Iliúcha, onde seu amigos ouvem o “Discurso Junto À Pedra” de Aliócha. Este promete lembrar Kólia, Iliúcha, e todos os outros meninos e mantê-los no coração, embora tenha de deixá-los e possa não vê-los de novo até que muitos anos tenham decorrido. Implora que amem uns ao outros e que sempre recordem Iliúcha, mantendo sua lembrança viva em seus corações e lembrando aquele momento junto à pedra quando estiveram todos juntos e amaram uns ao outros. Aliócha então narra a promessa cristã de que um dia se reunirão após a Ressurreição. Chorando, os doze meninos prometem cumprir aquilo que Aliócha lhes pede, dão as mãos e retornam à casa de Snieguirióv para o jantar do funeral, gritando: "Hurra, Karamázov!".

## Se Deus não existe, tudo é permitido?
Esta frase é frequentemente citada em relação a essa obra, porém nunca aparece dessa maneira. Ela é na verdade uma forma parafraseada de um trecho do livro onde narram a respeito de um artigo que o personagem Ivan Karamazov acaba de publicar numa revista:
... ele (Ivan Fiodorovitch  Karamazov) declarou em tom solene que em toda a face da terra não existe absolutamente nada que obrigue os homens a amarem seus semelhantes, que essa lei da natureza, que reza que o homem ame a humanidade, não existe em absoluto e que, se até hoje existiu o amor na Terra, este não se deveu a lei natural mas tão-só ao fato de que os homens acreditavam na própria imortalidade. Ivan Fiodorovitch acrescentou, entre parenteses, que é nisso que consiste toda a lei natural, de sorte que, destruindo-se nos homens a fé em sua imortalidade, neles se exaure de imediato não só o amor como também toda e qualquer força para que continue a vida no mundo. E mais: então não haverá mais nada amoral, tudo será permitido, até a antropofagia. Mas isso ainda é pouco, ele concluiu afirmando que, para cada indivíduo particular, por exemplo, como nós aqui, que não acreditamos em Deus nem na própria imortalidade, a lei moral da natureza deve ser imediatamente convertida no oposto total da lei religiosa anterior, e que o egoísmo, chegando até ao crime, não só deve ser permitido ao homem mas até mesmo reconhecido como a saída indispensável, a mais racional e quase a mais nobre para a situação. - página 109, da editora 34.
Durante uma célebre passagem, em que Ivan narra a seu irmão Aliéksiei uma poesia que esta escrevendo, intitulada O grande Inquisidor, este inquisidor, ao se deparar com Jesus que acaba de voltar a terra, questiona:
Será que não pensaste que ele (o Homem) acabaria questionando e renegando até tua imagem e tua verdade se o oprimissem com um fardo tão terrível como o livre arbítrio? - página 353 da editora 34.
Muito mais à frente no livro, Ivan considera outra possibilidade. Se Deus não existisse, e a religião fosse extinta de todas as formas, o que aconteceria?
Quando a humanidade, sem exceção, tiver renegado Deus (e creio que essa era virá), então cairá por si só, sem antropofagia, toda a velha concepção de mundo e, principalmente, toda a velha moral, e começará o inteiramente novo. Os homens se juntarão para tomar da vida tudo o que ela pode dar, mas visando unicamente à felicidade e à alegria neste mundo. O homem alcançará sua grandeza imbuindo-se do espírito de uma divina e titânica altivez, e surgirá o homem-deus. Vencendo, a cada hora, com sua vontade e ciência, uma natureza já sem limites, o homem sentirá assim e a cada hora um gozo tão elevado que este lhe substituirá todas as antigas esperanças no gozo celestial. Cada um saberá que é plenamente mortal, não tem ressurreição, e aceitará a morte com altivez e tranquilidade, como um deus. Por altivez compreenderá que não há razão para reclamar de que a vida é um instante, e amará seu irmão já sem esperar qualquer recompensa. O amor satisfará apenas um instante da vida, mas a simples consciência de sua fugacidade reforçará a chama desse amor tanto quanto ela antes se dissipava na esperança de um amor além-túmulo e infinito. - página 840 da editora 34.

## Crítica

### Crítica à situação financeira da Rússia Czarista
Os Irmãos Karamázov, como dito, foi considerado por Sigmund Freud, pai da Psicanálise, como o melhor romance já escrito (FREUD, 1997). Nesta obra o escritor critica de forma inteligente os principais problemas da Rússia do final do século XIX – especialmente a questão da pobreza, e da situação financeira da população russa daquela época. Estes problemas são descritos por alguns personagens no livro, através de diálogos e narrações. Estas críticas são citadas no livro por causa da experiência pessoal do próprio escritor que viveu em um país em decadência financeira e sentiu de perto toda a problemática da Rússia czarista.  
A visão de Dostoievski sobre o ser humano vai muito além disso, pois suas obras recorriam ao suicídio, ao orgulho ferido, a destruição dos valores familiares, ao renascimento espiritual através do sofrimento, a rejeição do Ocidente e da afirmação da ortodoxia russa e o czarismo. Dostoievski é tido como o criador do existencialismo a ponto de Walter Kaufmann descrevê-lo como a “melhor proposta para existencialismo já escrita” (KAUFMANN, 1975, 12).  
Dostoievski retrata as condições sociais de uma Rússia sofrida em uma época em que o capital avançava onde ainda se estabelecia um sistema de posse da terra com traços feudais, e de uma situação financeira vulnerável. Nesta época parte da população russa estava endividada, e toda sua estrutura social estava fragilizada.
Nesta obra as críticas sobre o capitalismo têm uma proposta de tentativa de penetrar a alma humana e revelar aquilo que era pouco visível ao mundo ocidental em uma literatura rica de questionamentos. Estudar Dostoievski é aprofundar-se de uma literatura cheia de discussões sobre o pensamento e o comportamento humano, tanto que Bakhtin o considerou como  um dos maiores romancistas da literatura russa e um dos mais inovadores artistas de todos os tempos (BAKHTIN, 2008).
As narrações das personagens na obra faz o leitor pensar profundamente sobre as situações do cotidiano das classes sociais russa czarista, tanto que o filósofo Sartre também, dentre outros, discute questões vivenciadas pelos personagens de Dostoiévski e reconhece a influência desse escritor (NUTO, 2011).
O leitor ao ler o livro os Irmãos Karamazov percebe facilmente na narrativa as criticas feitas por Dostoievski. Umas dessas criticas claras é percebida na seguinte narração:
Compreendia perfeitamente que a alma resignada do povo simples da Rússia, oprimida pelo trabalho e pela desgraça, especialmente pela injustiça e pelos pecados incessantes – seus e do mundo - , não tinha maior necessidade, maior suave consolo, do que encontrar um santuário ou um santo, cair aos seus pés e adorá-lo.
Neste fragmento é notável a critica de Aliocha às condições de trabalho e sua insatisfação com a injustiça social, disfarçadamente ele joga a culpa nos pecados das pessoas, visando a solução em milagres através dos santos.
Em alguns trechos do livro as narrativas das personagens de Dostoievski focam várias problemáticas, e uma delas era a desigualdade social como vemos neste trecho:
Miússov, era um proprietário de terras muito rico e cultivado, que de certa forma mantinha os monges em sua dependência, devido ao processo que movia contra o mosteiro, sobre a flora e a pesca.
No fragmento anterior Aliocha falava da problemática social da classe humilde russa, já nesse o próprio escritor foca o fator principal dessa problemática que são os senhores das terras em uma Rússia feudal, e o domínio da mão de obras dos camponeses pelos senhores donos de terra. Suas criticas vão além disso:
- Ah, compreendo porque o povo o ama, eu também amo o povo, como não amar o nosso belo povo russo, tão ingênuo em sua grandeza.
Numa mistura de critica e ironia há um diálogo entre um mestre de um mosteiro e uma senhora, e nesse diálogo um destaque na conversa dos dois que é a falta de estudo do povo humilde russo, neste fragmento a senhora argumenta sobre a habilidade de manipulação das pessoas que os mestres dos mosteiros usavam através da fé. A falta de uma consciência critica e dominadora dessa classe social dava espaço a estas situações, a Igreja apossava-se desse domínio, e nos dias atuais não há diferença entre o passado e presente.
O livro Os Irmão Karamazov aborda várias temáticas e nos leva a uma discussão filosófica, nos faz refletir sobre os valores humanos do nosso tempo. É um livro cheio de enigmas em um jogo de discussões e dúvidas. Usando de vários personagens o escritor Dostoiévski, discute o embrutecimento das relações humanas baseados em situações de domínio pelo outro, ou pela falta de uma condição financeira mais favorável. Esta obra de Dostoievski nos traz a uma reflexão sobre as fragilidades dos laços humanos, sobre a sociedade e seus problemas sociais e pessoais tão profundos a ponto de gerar níveis de insegurança maiores em um leitor não preparado para uma leitura mais profunda, chega a afetar negativamente a fé, os laços familiares e amorosos, e afeta também a capacidade de tratar um estranho com humanidade, com respeito e carinho.
Essas são apenas algumas reflexões e pensamentos a respeito deste livro, ainda há muitos questionamentos e muita dúvidas que com certeza ao longos dos tempos as respostas virão.

## Traduções no Brasil
| Ano  | Tradutor                                           | Editora            | Língua de Partida | Título                 | Volumes |
| ---- | -------------------------------------------------- | ------------------ | ----------------- | ---------------------- | ------- |
| 1931 | Raul Rizinsky                                      | Ed. Americana      |                   | "Os Irmãos Karamazoff" | 1       |
| 1944 | Boris Solomonov (Boris Solomonóvitch Schnaiderman) | Ed. Vecchi         | Russo             | "Os Irmãos Karamazov"  | 2       |
| 1944 | Paulo Mendes de Almeida                            | Ed. Martins Fontes |                   | "Os Irmãos Karamazov"  | 1       |
| 1952 | Rachel de Queiroz                                  | Ed. José Olympio   | Francês           | "Os Irmãos Karamázovi" | 3       |
| 1963 | Natália Nunes e Oscar Mendes                       | Ed. Aguilar        | Inglês            | "Os Irmãos Karamázovi" | 1       |
| 2008 | Paulo Bezerra                                      | Ed. 34             | Russo             | "Os Irmãos Karamázov"  | 2       |

Observações
- A tradução de Natália Nunes é usada nos licenciamentos à Abril Cultural (1970), à Nova Cultural (1995) e à Ediouro (2001).f
  - A da Ediouro é chamada "Os Irmãos Karamázov" (sem "i" no final) e possui graves erros de revisão.
  - A da Nova Cultural altera levemente a tradução e a atribui a Enrico Corvisieri.
- A Ed. Martin Claret (2003) publica a tradução de Boris Solomonov em nome de Alexandre Boris Popov, com revisão de Irina Wisnick Ribeiro.

## Traduções em Portugal
| Ano  | Tradutor                    | Editora            | Língua de Partida | Título                | Volumes |
| ---- | --------------------------- | ------------------ | ----------------- | --------------------- | ------- |
| 2012 | António Pescada             | Relógio D'Água     | Russo             | "Os Irmãos Karamázov" | 1       |
| 2021 | Nina Guerra e Filipe Guerra | Editorial Presença | Russo             | "Os Irmãos Karamázov" | 2       |